# 太陽系の形成と進化

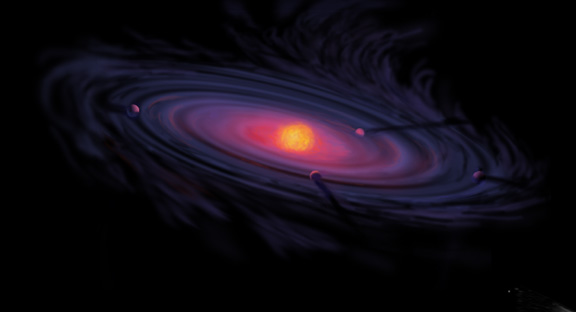
原始惑星系円盤の想像図

太陽系の形成と進化（たいようけいのけいせいとしんか）は、巨大な分子雲の一部の重力による収縮が起こった約46億年前に始まったと推定されている。収縮した質量の大部分は集まって太陽を形成し、残りは扁平な原始惑星系円盤を形成してここから惑星・衛星・小惑星やその他の太陽系小天体等ができた。
星雲説と呼ばれる良く知られたモデルは、エマヌエル・スヴェーデンボリ、イマヌエル・カント、ピエール＝シモン・ラプラスらによって18世紀に唱えられ、後に天文学・物理学・地質学・惑星科学等科学の広い分野を取り入れていった。1950年代に入って宇宙の時代が幕を開け、1990年代に太陽系外惑星が発見されると、新しい発見に合わせてモデルは改変されていった。
太陽系は当初の姿から進化していった。多くの衛星が、惑星の周りのガスや宇宙塵の円盤から形成されたり、惑星の重力に捉えられたりして形成された。天体同士の衝突は今日でも続き、太陽系の進化の原動力となっている。惑星の位置はしばしば変化し、入れ替わることもある。この惑星軌道の移動は、初期の太陽系の進化の大きな原動力になったと信じられている。
約46億年前、太陽はまだ冷たかった頃から徐々に大きくなって現在の姿になった。将来は赤色巨星の段階を経て、その外層は吹き飛ばされて惑星状星雲となり、中心部には白色矮星が残ると推測されている。さらに遠い将来、近傍を通過する恒星の重力によって惑星が奪われていき、最終的に数兆年後には太陽は裸の星になると考えられている。

## 歴史

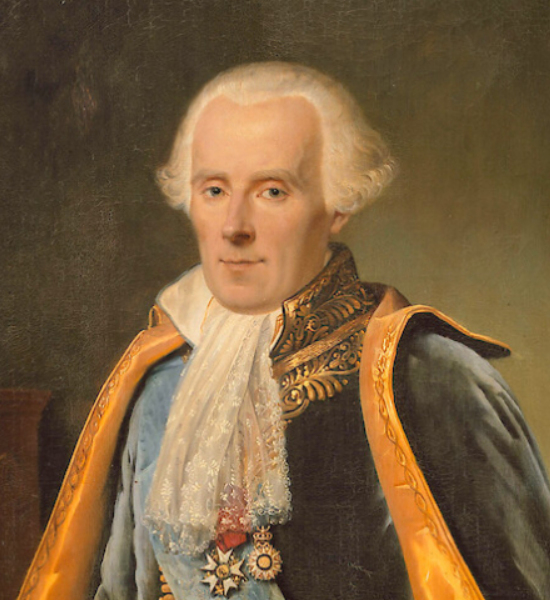
星雲説の提唱者の一人ピエール＝シモン・ラプラス

世界の起源と終末という思想は有史以来常にあったが、太陽系という概念ができたのは近世以降であるため、これらを太陽系の存在と結びつけて考えることはほとんど皆無だった。太陽系の形成と進化の理論への第一歩は、太陽が中心にあり地球がその周りを回っているという地動説を広く受け入れることだった。この考え方は1000年間も異端の扱いであったが、17世紀末にやっと世間に受け入れられるようになった。「太陽系」という言葉を用いた最初の記録は1704年に遡る。
現在の太陽系形成の標準的な理論の原型である星雲説は、18世紀にエマヌエル・スヴェーデンボリ、イマヌエル・カント、ピエール＝シモン・ラプラスらによって提唱されたが、当初は受け入れられなかった。最も大きな批判は、惑星と比べて太陽の角運動量が小さいことを説明できない点であった。しかし1980年代初頭に、若い恒星の周りに星雲説で予言された冷たいガスと宇宙塵の円盤が見つかると、再び認知されるようになってきた。
太陽がいかにして進化を続けるかを理解するには、太陽のエネルギー源に対する理解が不可欠だったが、アーサー・エディントンによるアルベルト・アインシュタインの相対性理論の解釈によって太陽のエネルギーは核で行われる原子核融合に由来することが明らかとなった。1935年にはエディントンはさらに他の元素も星の内部に由来することを示唆した。フレッド・ホイルは、この仮定に基づき、赤色巨星と呼ばれる進化の最終段階を迎えた恒星は核の中で水素とヘリウムより重い元素を生産していると唱えた。赤色巨星の表層が吹き飛ばされるとこれらの元素が露出し、他の恒星系を作るためにリサイクルされる。

## 形成

### 恒星の形成

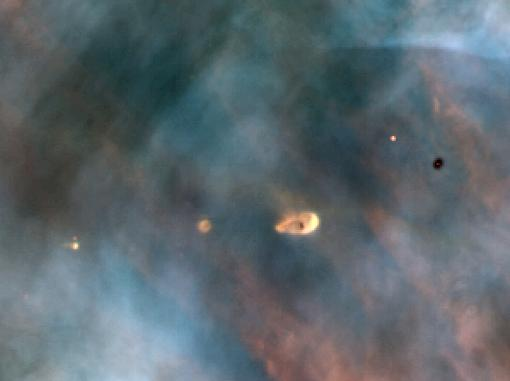
ハッブル宇宙望遠鏡によるオリオン大星雲の原始惑星系円盤の様子

星雲説によると、太陽系は直径がおよそ数光年もある巨大な分子雲が重力により収縮してできたとされている。20世紀中頃までは、太陽系は比較的独立に形成されたという見方が一般的だった（種族Iの星の呼び名はこの名残）が、古い隕石の中から、星の爆発によってしか形成されない60Fe等の同位体が見つかった。これは、太陽の形成過程の近傍で何度かの超新星爆発が起こったことを示唆している。そのような超新星爆発の衝撃波が分子雲の中に密度の濃い部分を作り、太陽の形成の引き金になった可能性がある。重く寿命の短い恒星のみが超新星となるため、おそらくオリオン大星雲のように幾つもの恒星が誕生する巨大な領域で形成されたはずである。
同じ分子雲の中で太陽と同時期に誕生した恒星はまだ見つかっていない。現在太陽に最も近いおおぐま座運動星団を構成する星の年齢は3億年程度と、太陽の10分の1ほどしか経っておらず、太陽とは別の起源の星団である。重力の結合が弱い散開星団では、銀河系中ではおよそ5億年ごとに別の分子雲などの重力構造によって軌道の撹乱を受ける。太陽は誕生してからかなりの撹乱を受け、おおぐま座運動星団の近くを現在通過しているに過ぎないと考えられている。
約46億年前、ガス雲の収縮が起こっている領域の一つで太陽系が形成された。この領域は直径7,000天文単位から2万天文単位で、質量は太陽よりわずかに大きい程度だった。組成は現在の太陽とほぼ同じで、収縮したガス雲の質量の98%はビッグバンから1億年以内に合成された水素やヘリウムに痕跡程度のリチウムであった。残りの2%は第一世代の恒星の中で合成された重元素である。それらの恒星は寿命が尽きると、重元素を星間物質として放出した。
角運動量保存の法則により、星雲は収縮時より速く自転する。星雲内の物質の密度が高まると、原子が頻繁に衝突し、運動エネルギーが熱に変換される。最も密度が高くなる中心は、周囲の円盤と比べかなり温度が高くなる。10万年程度経つと、重力、ガス圧、磁場、回転等の拮抗した力により、直径200天文単位以下の原始惑星系円盤が形成され、その中心に温度と密度が高い原始星が形成される。
進化のこの段階では、太陽はおうし座T型星のような星だったと考えられている。観測の結果、おうし座T型星は太陽質量の0.001倍から0.1倍の質量の原始惑星系円盤を伴っていることが分かっている。この円盤はハッブル宇宙望遠鏡での観測によると数百天文単位の範囲に広がっている。温度はせいぜい数千ケルビンと低い。5000万年以内には太陽の中心の温度と圧力は十分高くなって水素の融合が始まり、静水圧平衡に達するまで重力による収縮が続いた。これは、太陽が主系列星と呼ばれる段階に入ったことを意味する。主系列星とは、内部で水素の核融合によりヘリウムを生成することでエネルギーを生産している恒星のことである。太陽は今日でも主系列星の一つである。

### 惑星の形成
様々な惑星は、太陽の形成後に残ったガスや宇宙の円盤から形成されたと考えられている。今日最も広く受け入れられている仮説は、降着円盤モデルとして知られているものである。このモデルでは、まず宇宙塵が太陽の周囲の軌道を回り始め、次々に衝突して1kmから10km程度の微惑星という塊を作る。その後数百万年間は衝突により、1年あたり数cm程度の速さで成長する。
太陽から4天文単位以内の内部太陽系では、水やメタン等の揮発性の分子が凝縮するには温度が高すぎるため、金属（鉄・ニッケル・アルミニウムなど）やケイ酸塩などの融点の高い物質が微惑星を形成し、岩石質の惑星（地球型惑星：水星・金星・地球・火星）になった。これらの物質は宇宙では珍しく、星雲中には0.6%程度しか存在しないため、地球型惑星はそれほど大きく成長出来なかった。岩石質の原始天体（惑星の胚）は地球質量の5%程度まで成長し、その後は衝突合体を繰り返して大きくなったが、太陽形成後10万年程度で集積が止まった。
巨大ガス惑星（木星型惑星：木星・土星・天王星・海王星）は、火星軌道と木星軌道の間の、揮発性物質が凝結して固体になる雪線（フロストライン）よりも外側で形成された。木星型惑星を形成する氷は地球型惑星を形成する鉄やケイ酸塩よりも豊富にあり、宇宙に最も多量に存在する水素やヘリウムを捕獲するのに十分な質量を持つに至った。雪線より外側の原始天体は、300万年の間に地球質量の4倍程度になった。今日では、4つの木星型惑星の質量を合計すると、太陽の周りを回る天体の全質量の99%にもなる。木星が雪線のすぐ外側に存在することは、偶然ではないと考えられている。雪線上には蒸発した大量の水が溜まるため、圧力が低い領域が形成され、軌道上を回っている宇宙塵を加速するとともに太陽の方向への動きを押しとどめる。この効果により、雪線外の物質は5天文単位以上太陽に近づくことが出来なくなる。これによって物質の集積が加速し、地球質量の10倍程度の塊ができる。これが周囲の水素を取り込み、1000年程度で地球質量の150倍まで成長し、最終的には地球質量の318倍になった。土星は、木星より数百万年後になって形成されたため、周囲に利用出来るガスが少なく、木星と比べて若干小さくなった。
若い太陽の様なおうし座T型星タイプの星は、安定した古い星に比べて、強い恒星風が吹く。天王星と海王星は、木星と土星ができた後、太陽風が強く吹き始めて、ガスや宇宙塵の多くが散逸してから形成されたと考えられている。結果として、これらの惑星が獲得できた水素やヘリウムは1地球質量に満たない程度となった。天王星や海王星はしばしば明確な核を持たないとも言われている。これらの惑星の形成理論の上での問題点は、形成のタイムスケールである。現在の位置で形成されたと仮定すると、核が形成されるまでに1億年もかかる。そのため、天王星と海王星は木星と土星の間くらいの位置で形成されてから外側へ移動（ミグレーション）した可能性もある。惑星の移動は常に太陽の方向に向かうものばかりではなく、宇宙探査機スターダストによるヴィルト第2彗星からのサンプルリターンによって、太陽系形成時の物質が太陽の方向からエッジワース・カイパーベルトの方向へ移動したことを示唆する結果が得られている。
300万年から1000万年後には、若い太陽の太陽風によって原始惑星系円盤のガスや宇宙塵が全て宇宙空間に吹き飛ばされ、惑星の成長が止まったと考えられる。

## その後の進化
かつて、惑星は現在見られる位置の近傍で作られたと考えられていた。しかし、20世紀終わりから21世紀初めにかけて、この考え方は劇的に変わりつつある。現在では、今の太陽系の姿は形成当時とかなり異なっていると信じられている。例えば、内部太陽系に少なくとも水星程度の大きさの天体がいくつかあり、外部太陽系は今よりずっと小さく、エッジワース・カイパーベルトは太陽に近かったと考えられている。

### 地球型惑星
惑星の形成がほぼ終わる頃には、内部太陽系には月から火星程度のサイズの原始惑星が50個から100個程もあったと考えられている。その後数億年かけて衝突や融合を繰り返して今の姿に近づいてきた。これらの天体はお互いの重力に引かれあって最終的に現在の4個に落ち着いた。この際の大きな衝突によって、月ができたり、水星の外殻が消失したりしたと考えられている。
このモデルでの未解決の問題の1つは、初期の楕円に近い内部惑星の軌道が、いかにして今日のほぼ円に近い安定軌道に移ったかということである。この離心率の減少に対する仮説の1つは、地球型惑星の周りに残ったガス円盤との間に力学的摩擦  (dynamical friction)  が働いて運動エネルギーが低下し、軌道が変わったというものである。しかしそもそもそのようなガスが残っていたら、初期の軌道自体が楕円にはならなかったとも考えられる。もう1つの仮説は、力学的摩擦は惑星とガスの間ではなく、惑星と当時残っていた小天体の間に働いたとするものである。大きな天体が小天体で混み合った中を通ると、大きな天体の重力に小天体が引き寄せられて密度の高い「航跡」が形成される。この航跡の重力によって大きな天体の進行速度が遅くなり、軌道が変わったと考えられる。

### 小惑星帯
地球型天体領域と木星型天体領域の間、太陽から2 - 4天文単位の位置に小惑星帯がある。小惑星帯には地球2,3個分の物質が集まり、実際に多くの微惑星がここで形成された。これらは岩石質であり、後に融合して20個から30個の月から火星程度の大きさの原始惑星を作った。しかし木星に近かったため、太陽より約300万年遅れてそれらが形成された後にこの近辺で大きな変化が起こった。木星と土星の軌道共鳴が小惑星帯に部分的に強く働き、大きな原始惑星との重力的な相互作用は多くの微惑星を散乱させた。木星の重力はこの共鳴軌道の天体の速度を速め、衝突の頻度を高めた。
木星の軌道が徐々に内側に移動してくると、共鳴点も小惑星帯の中を移動し、天体の密度や速度は激しく変化した。共鳴の累積作用や原始惑星は微惑星を小惑星帯から散乱させ、または離心率や軌道傾斜角を増大させた。大きな原始惑星の一部は木星の重力によって弾き出されたが、他はさらに内側に移動し、地球型惑星への最後の付加物となった。この第一の質量減少期 (depletion period) の間に、巨大ガス惑星と原始惑星の効果によって、小惑星帯の総質量は地球の1%以下にまで減少し、そのほとんどが小さな微惑星で占められるようになった。現在は地球質量の約2000分の1であり、この段階ではまだその10倍から20倍程度が残っていた。現在の質量にまでなった第二の質量減少期は、木星と土星が現在の2:1の共鳴軌道に入ってからだと考えられている。
現在地球に存在する6×1021kgに及ぶ水も、内部太陽系のジャイアント・インパクト期に初期の小惑星帯からもたらされたと考えられている。水は、地球形成時から存在していたとするには揮発性が高すぎるため、太陽系のより外側の、より低温の領域から供給されていたはずである。この水は、木星によって小惑星帯から弾き出された原始惑星や微惑星からもたらされたと考えられている。2006年に発見されたメインベルト彗星  (Main-belt comet)  も、地球に水をもたらした候補と考えられている。対照的に、エッジワース・カイパーベルトや以遠から来る彗星は、地球の水の総量の6%以下にしか寄与していないと考えられている。パンスペルミア説では、生命自体がこのようにして地球にやってきたとされているが、この説は広く受け入れられているとは言えない。

### 惑星の軌道の移動

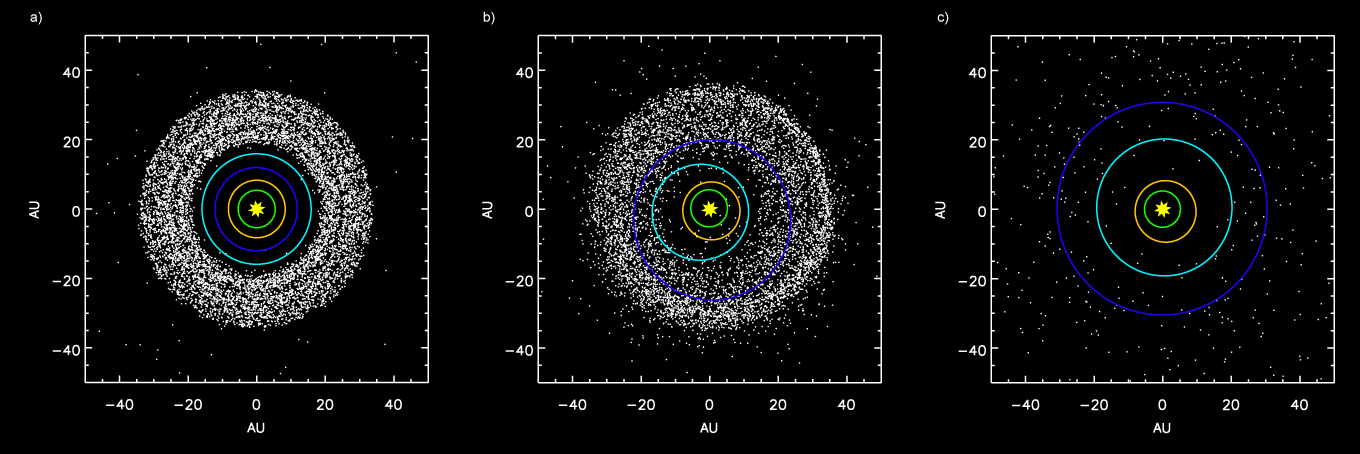
外部太陽系とエッジワース・カイパーベルトの軌道の変化のシミュレーション：a)木星と土星が2:1の軌道共鳴状態になる前、b)海王星の軌道が変化した後の、カイパーベルト天体の散乱、c)カイパーベルト天体が木星によって元の位置から一掃された後

星雲説では、巨大氷惑星（天王星型惑星）とも呼ばれる外側にある2つの惑星の位置は説明ができない。天王星と海王星はガスや宇宙塵の少ない領域にあり、軌道周期も形成には長すぎる。そのためこの2つの惑星は、物質がより豊富に存在していた木星や土星の近傍で形成され、数億年かけて現在の位置に移動（惑星移動）したと考えられている。
外部惑星が形成後に移動したと考えることは、太陽系の最外縁領域の存在と性質を説明する上でも不可欠である。海王星以遠の太陽系外縁部にあるエッジワース・カイパーベルト、散乱円盤、オールトの雲等は氷で出来た小天体がまばらに存在する領域で、多くの彗星の発生源と考えられている。これらの太陽から遠い場所では原始太陽系星雲が散逸する前に惑星を形成するには凝集が遅すぎ、また宇宙塵の円盤も惑星を形成するには質量密度が十分ではなかった。エッジワース・カイパーベルトは太陽から30天文単位から55天文単位付近に存在し、散乱円盤は太陽から約100天文単位以遠にまで達し、オールトの雲は約5万天文単位あたりから始まっている。しかし元々、エッジワース・カイパーベルトは今よりも密度が濃くまた太陽に近く、外縁は太陽から約30天文単位、内縁は形成されたばかりで今よりやや太陽に近かった頃の天王星や海王星の軌道（15から20天文単位で、現在とは逆に海王星より天王星の方が太陽から遠かった）のすぐ外側にあったと考えられている。
太陽系の形成後、巨大惑星の軌道は、それぞれお互いの重力の影響を受けながら、残っていた多数の微惑星と共にすこしずつ移動してきた。5億年から6億年経つと、木星と土星は2:1共鳴の軌道に落ち着き、この共鳴により外側の天体がさらに外側に押し出された。海王星は天王星を追い越して原始カイパーベルトに入り込んだ。それらの惑星は外側に向かって移動する間に、氷で出来た小天体の大部分を内側へ散乱させた。散乱させられた微惑星は次の惑星に出会うと、同じように内側へ移動する間に惑星の軌道を外側へ動かした。このプロセスは微惑星が木星と相互作用して、その重力によって離心率の高い楕円軌道に移るか太陽系から完全に放り出されるまで続いた。これによって木星はわずかに内側へ移動した。これらの木星によって楕円軌道に散乱させられた天体がオールトの雲を形成した。海王星の移動による散乱の度合が低かった天体が現在のエッジワース・カイパーベルトや散乱円盤を形成した。このシナリオはエッジワース・カイパーベルトや散乱円盤の現在の質量の少なさを説明する。冥王星を含む一部の散乱させられた天体は、海王星の軌道と重力的に結びつき、平均運動共鳴の状態になる。最終的に、微惑星円盤の摩擦が天王星と海王星の軌道を再び円形にした。
木星型惑星とは対照的に、地球型惑星の軌道はジャイアント・インパクト期以降は安定しており、太陽系が寿命に達するまで大幅に移動することはないと考えられている。

### 後期重爆撃期

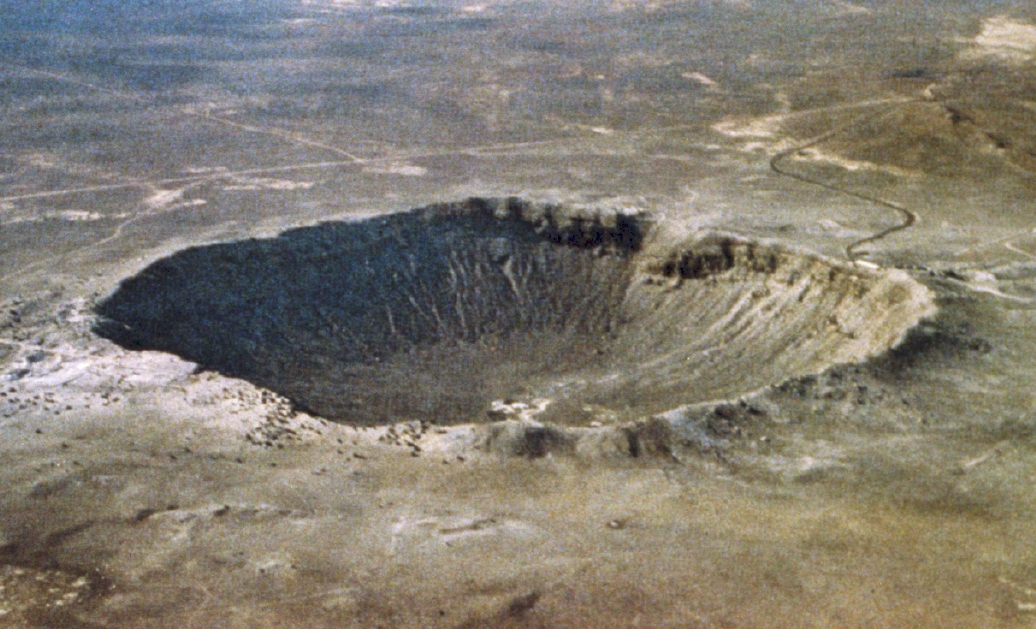
5万年前に形成されたバリンジャー・クレーター

木星型惑星の移動による重力の釣り合いの変化によって、多数の小天体が内部太陽系に侵入し、それ以前の元々小惑星帯にあった物質が枯渇して現在の状態になった。これが引き金となって、約40億年前の後期重爆撃期が起こった。後期重爆撃期は数億年も続き、月や水星のような内部太陽系の地質学的に死んだ天体ではこの時の名残のクレーターを現在でも見ることができる。知られている地球上で最も古い生命の痕跡は約38億年前のもので、後期重爆撃期が終わった直後の頃に生命が誕生したと考えられているが、近年では生命は、それ以前に発生しており、後期重爆撃を生き抜いたともいわれている。。
このような衝突は、現在でこそ希だが太陽系の進化の過程では普通のことだったと考えられている。それが起き続けていることは、1994年のシューメーカー・レヴィ第9彗星の木星への衝突や、アリゾナ州にあるバリンジャー・クレーターなどから明らかである。このような衝突による天体成長のプロセスはまだ完了しておらず、いまだに地球上の生命の脅威の1つになっている。
外部太陽系の進化は、近傍の超新星爆発や、星間雲を通過することなどの影響を受けていると考えられている。外部太陽系の天体の表面は、太陽風、微小隕石、中性の星間物質等によって宇宙風化  (space weathering)  作用を受ける。
後期重爆撃期以後の小惑星帯の進化は主に衝突によるものである。十分に質量の大きな天体であれば、激しい衝突によって破砕され飛散しようとする物質の大部分を重力によって繋ぎ止め続けることができるが、小惑星帯ではそのような例は少ない。結果として多くの大きな天体は破壊され、あまり激しくない衝突を生き残った物からもしばしば新しい小さな天体ができる。衝突によって生まれた破片は小惑星族を形成する。また小惑星の周囲を回っている衛星は、母天体の重力から逃げ切れなかった物質が集まったものと考えられている。

## 衛星
衛星は、惑星や他の多くの太陽系の天体が出来た頃に出来たと考えられている。月等の衛星は、次の3つの機構のうちのどれかに由来する。
- 周惑星円盤から同時に形成される（木星型惑星のみ）。
- （十分に大きく、浅い角度で起きた）衝突の破片から形成される。
- 近傍を通過する天体を捕獲する。

木星や土星は、イオ・エウロパ・ガニメデ・タイタン等の大きな衛星を幾つか持つが、これらは太陽の周りの円盤から惑星が形成されたのと同じように、それぞれの巨大惑星の周りの円盤から形成されたと考えられている。この起源の衛星はサイズが大きいことと惑星との距離が近いことが特徴である。これらの属性は捕獲によっても、主星が気体を集めている間に衝突の破片から形成されたのであっても得られない。木星型惑星の、遠い軌道を回る衛星は比較的小さく、軌道傾斜角が様々な楕円軌道を持つ。これらは捕獲された衛星の特徴である。このような衛星の多くは、惑星の自転と逆方向に公転している。このような不規則衛星のうち、最大のものは海王星の衛星のトリトンで、捕獲されたエッジワース・カイパーベルト天体だと考えられている。
岩石質の天体の衛星は、衝突か捕獲によってできたものである。火星の二つの小さな衛星、ダイモスとフォボスは、捕獲された小惑星だと考えられている。地球の月は、斜め方向の巨大衝突によってできたものと考えられている。それが起きたのはおそらくジャイアント・インパクト期の終わりに近い頃で、衝突した天体は火星程度の質量だったと考えられる。地球への衝突によって、この天体のマントル部分が軌道上に叩き出され、それが集まって月が形成された。この衝突は、地球を形成した一連の衝突の最後のものだったと考えられている。さらに、この火星程度の大きさの天体は太陽と地球のラグランジュ点の一つ（L4かL5）で形成され、その位置から移動してきたという説もある。冥王星の衛星カロンも巨大衝突によって形成されたと考えられている。太陽系の惑星および準惑星で、衛星が主星の1%以上の質量を持つのは、地球 - 月系と冥王星 - カロン系の2つだけである。

## 将来
天文学者は、今日見られる太陽系の姿は、太陽が全ての水素をヘリウムに変換し終わる頃までは劇的に変化することはないと推測している。太陽がヘルツシュプルング・ラッセル図の主系列星を離れて、赤色巨星段階への進化を始めると、太陽系も再び進化を始めると考えられている。

### 長期的安定性
太陽系はカオス的であり、惑星の軌道は長期的には変動している。カオスの有名な例としては、海王星と冥王星の系で、3：2の軌道共鳴をしている。共鳴そのものは安定であるが、将来の1000万年から2000万年（リアプノフ時間）先の冥王星の位置を正確に予測することは困難である。別の例は地球の赤道傾斜角で、月の潮汐力によってマントル内部で生じる摩擦のため、15億年から45億年先の値については正確に計算できない。
外惑星の軌道については、200万年から2億3000万年とさらに長いリアプノフ時間でカオス的である。これは、将来の惑星の順番というのは正確性を持って予測することはできないということを示している。惑星ごとの離心率もカオス的に変化している。
究極的には、太陽系は次の数十億年間で惑星同士が衝突したり、系外に弾き出されたりしない程度には安定であると考えられる。しかしそれを超えると、例えば50億年後以内には火星の離心率が0.2程度まで増大し、地球の軌道と交差するようになって衝突の可能性が出てくる。同様の時間スケールでは、水星の離心率も大きくなって金星の軌道と接近し、理論的には一緒に太陽系の外に弾き出されたり、金星を地球に衝突させる可能性も考えられる。

### 衛星と環の系
衛星の進化は潮汐力によって引き起こされる。衛星は、主に惑星の直径に沿った重力の差によって周りを回る物に潮汐作用を及ぼす。衛星が惑星の自転と同じ方向に公転し、惑星の自転周期が衛星の公転周期よりも早い場合は、潮汐作用は常に衛星の方向に引っ張られるように働く。この場合、惑星の自転の角モーメントが衛星に転移する。衛星はエネルギーを得て外側の軌道に移動し、惑星の自転速度は時間とともに遅くなる。
地球と月はこの構造の一つの例で、地球人に最も身近な例でもある。自転と公転の同期の進行により、現在、月については自転が公転に一致して、月は常に地球に同じ面だけを見せている。また一方では進行中の現象として、月は地球から遠ざかり続けており、同時に地球の自転は徐々に遅くなっている。同様の例は、木星のガリレオ衛星や土星の大きな衛星でも見られる。

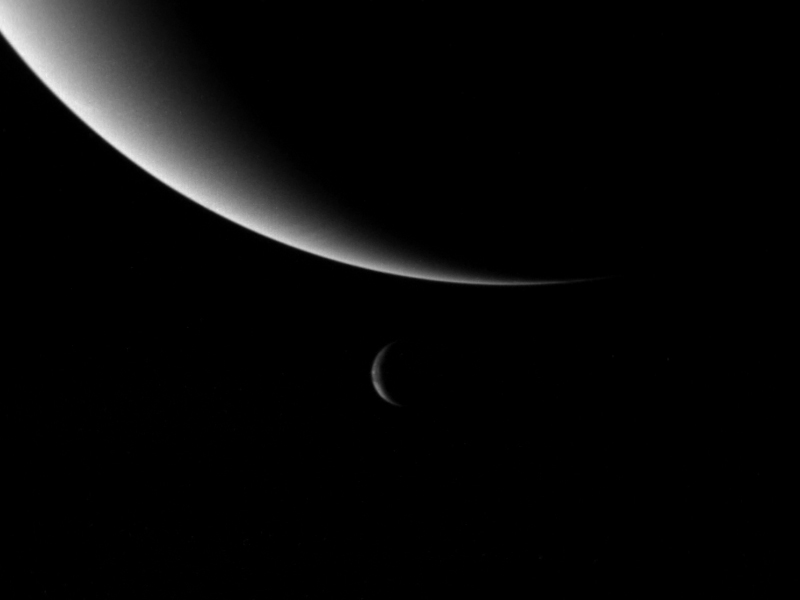
ボイジャー2号で撮影した海王星と衛星のトリトン。トリトンの軌道はいずれ海王星のロッシュ限界より内側に入り、バラバラになって新しい環を作る可能性がある。

衛星の公転速度が惑星の自転速度より速かったり、惑星の自転速度と反対方向に公転している場合は、別のシナリオが考えられる。このような場合には、潮汐作用によって衛星の公転速度は遅くなる。前者の場合には、角モーメントの方向が保存され、衛星の軌道が近づいて惑星の自転速度は速くなる。後者の場合には、惑星と衛星の角モーメントは逆になり、転移によって双方のモーメントの大きさが小さくなる。どちらの場合でも、潮汐力で引き千切られるまで惑星に近付き、粉々になって惑星の環になったり、惑星に衝突したりする。3000万年から5000万年以内に火星の衛星フォボス、36億年以内に海王星の衛星トリトンがこのような運命になるとされ、他にも木星の衛星メティスとアドラステアや天王星および海王星の少なくとも16個の小衛星も同様だと考えられている。天王星の衛星デスデモナは、隣の衛星に衝突すると考えられている。
3つ目の可能性は、惑星と衛星の自転と公転の同期が起こっている場合である。この場合は潮汐作用が直接衛星に影響し、角モーメントの転移は起こらず、軌道周期も変わることはない。冥王星とカロンはこのようなケースの例である。
2004年に探査機カッシーニが土星の環に到達するまでは、土星の環は太陽系の年齢よりもずっと若く、30億年以上前からあったとは考えられていなかった。土星の衛星との重力相互作用によって、環の外側は惑星の方に向かっていると考えられたが、カッシーニの観測データによってこの考えは覆された。観測により、10km幅の氷塊が繰り返し破壊、再生され、環には常に新しい物質が供給されていることが分かった。土星の環は他の木星型惑星の環よりも大きく、45億年前に惑星ができた時から存在したと考えられている。

### 太陽と惑星の環境
長いスケールで見ると、太陽系の最も大きな変化は、太陽自身の老化から来る。太陽が水素を燃料にして燃やしている間はより熱くなり、より速く燃料を消費するようになる。結果として、太陽は11億年に10%の割合でより明るくなる。これから10億年の間で、太陽の放射は増大し、ハビタブルゾーンは外側に遷移し、地球の気温は液体の水が存在できないほどまで上昇する。この時点までに、地上のほぼ全ての生物は絶滅することになる。
海の表面から潜在的な温室効果ガスである水が蒸発すると、気温の上昇が加速し、地上の生物の絶滅はもっと早くなる。この頃になると火星の表面の温度も上昇し、現在は表土の下で凍っている二酸化炭素と水が大気中に出てきて温室効果が発生し、現在の地球程度の温度になっている可能性もあるため、将来的には地球の生命にとって火星が代替の住居になるかもしれない。現在から35億年後までには、地球の表面の状況は、今日の金星と似たものになっていると考えられる。

現在と赤色巨星になった時の太陽の大きさの比

そして現在から54億年後までには、太陽内部の温度が十分上昇し、ヘリウム中心核の外層部で水素核融合が起きるようになる。これにより恒星の外層が大きく膨れ、赤色巨星と呼ばれる段階になる。現在から75億年以内に、太陽の半径は現在の256倍にあたる1.2天文単位にまで達し、太陽の表面は現在よりもずっと低く2600K程度になり、光度は2700倍にもなる。また赤色巨星になると太陽風が極めて強くなり、太陽の質量の33%が吹き飛ばされる。この頃には、土星の衛星タイタンの温度が生物が住めるまで上昇する。
太陽が膨張すると、水星とおそらく金星は太陽に飲み込まれる。地球の運命ははっきりしないが、太陽は現在の地球の軌道程度までは膨張し、太陽の質量の減少に伴う重力の減少によって地球の軌道はより外側に逸れる。そのため金星と地球は太陽に飲み込まれることは免れるかもしれない。
水素の燃焼によって、太陽の核の質量は徐々に現在の太陽の質量の45%まで増加する。この時点では、密度と温度はヘリウムが核融合して炭素が生成するほどに高くなっており、ヘリウムフラッシュ現象が起こって、現在の250倍の半径から11倍にまで縮む。結果として、光度は現在の約3000から54倍にまで減少し、表面温度も4700Kまで上昇する。太陽は極水平分枝星になって、核では水素ではなくヘリウムを安定的に燃やすようになる。ヘリウムを燃料とする段階は1億年ほど続く。その後再び水素とヘリウムを燃料にするようになって2度目の膨張が生じ、漸近巨星分枝星になる。この段階では、光度は再び上昇し、現在の2090%、温度は3500Kになる。この段階は約3000万年続く。その後10万年は、残った物質を宇宙空間にばらまきながら惑星状星雲になる。放出される物質の中には、核反応で生じたヘリウムと炭素が含まれ、将来の恒星形成の材料になる。

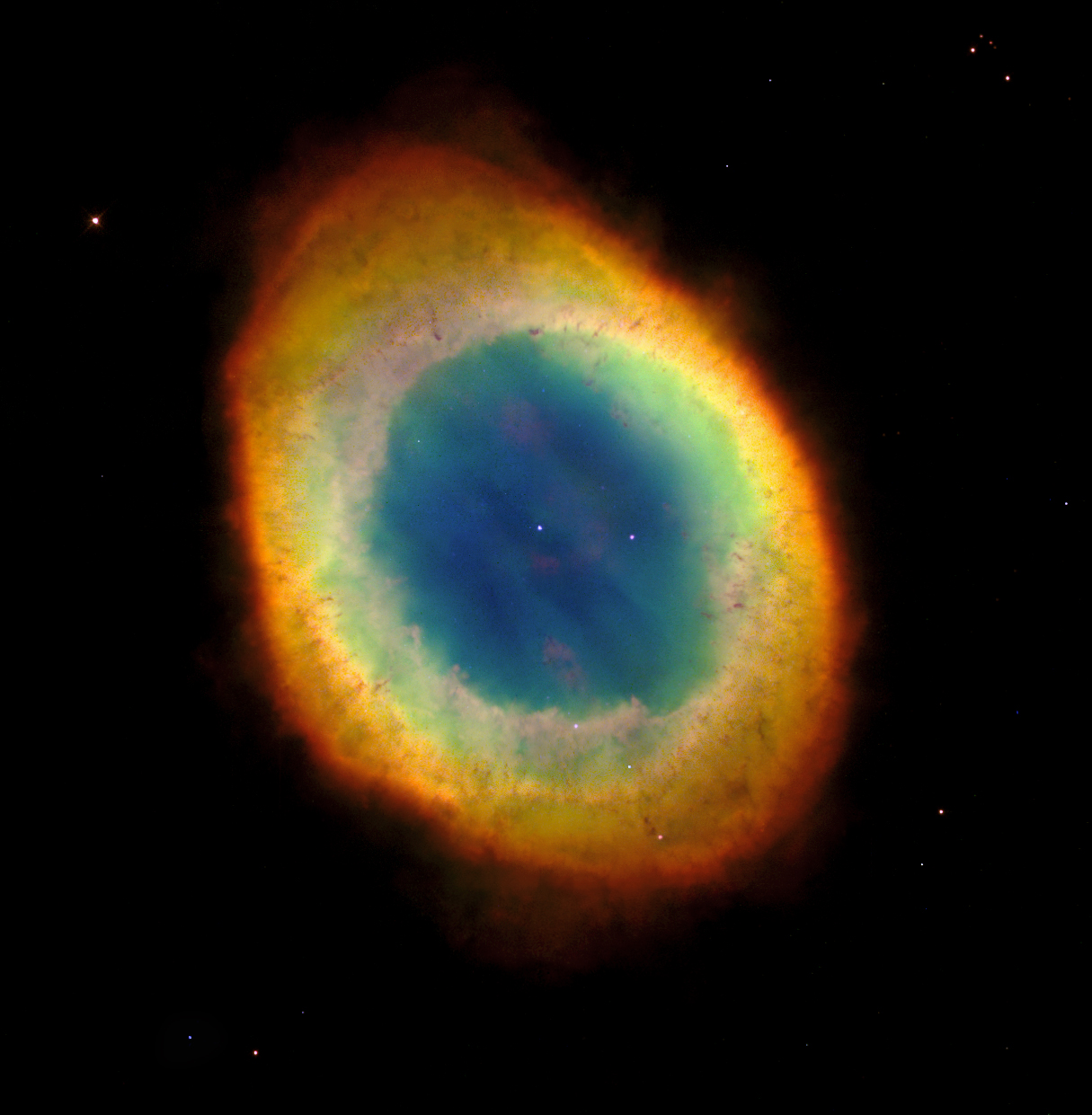
太陽の将来の姿である環状星雲

太陽は比較的質量が小さいため、超新星爆発が起こらない比較的平和な過程で進むと考えられる。仮に太陽風の速度が増しても惑星を破壊する程にはならないが、太陽の質量の喪失が残った惑星の軌道を変え、惑星同士が衝突したり、太陽系から弾き出されたり、潮汐力で引き裂かれたりする可能性はある。その後、太陽の残った部分は、太陽質量の54%程度で半径は地球程度の非常に密度の高い白色矮星になる。当初、白色矮星は現在の太陽の100倍の明るさを持つ。フェルミ縮退した炭素と酸素から構成されるが、これらが核融合を起こす程には温度が上がらない。そのため白色矮星となった太陽は徐々に冷え、暗くなっていく。
太陽が死滅すると、惑星、彗星、小惑星等を重力で引き付ける力は弱くなる。残った惑星の軌道は遠ざかり、金星、地球、火星が生き残っていた場合にはその軌道は、それぞれ約1.4、1.9、2.8天文単位となる。その他の惑星も暗く冷たい残骸となり、いかなる生命も完全に存在しなくなる（ただし、太陽が死滅した後も地球上に生命が存在すると考える科学者は少数ながら存在する）。恒星の周りを回り続けるが、軌道は遠くなり太陽の重力も小さくなるため、その公転速度は遅くなる。さらに20億年後、太陽の温度が8000Kから6000K程度にまで低下すると、太陽の核を構成する炭素や酸素が凍って残った物質の90%までが結晶化する。最終的に1兆年後には、太陽は自ら輝くことを止め、黒色矮星になる。なお、太陽がどうやって膨張し太陽系がどのような影響を与えるのか正確に予測するのは困難とされる場合もある。

## 銀河の相互作用

銀河系内での太陽系の位置

太陽系は、銀河核を中心に約3万光年の軌道を単独で回っている。その速度はおよそ秒速220kmであり、一周に要する期間、銀河年は、およそ2億2000万年から2億5000万年である。その形成以来、太陽系は銀河系を少なくとも20周したことになる。
地球の化石の記録に残る周期的な大量絶滅の原因は、太陽系の公転のためであると多くの科学者が推測している。ある仮説では、太陽系の鉛直振動により銀河面を横切ると推測している。太陽の軌道が銀河の円盤の外に出ると、銀河潮汐力の影響が弱くなる。これが2000万年から2500万年の周期で繰り返される。
しかし、太陽は現在銀河面に近付いており、前の大量絶滅は1500万年前であったこととの矛盾を指摘する科学者もいる。太陽の垂直位置だけで大量絶滅を説明できないとして、太陽系が銀河の渦巻腕を通過する時に大量絶滅が起こると唱える人もいる。渦巻腕にはその重力でオールトの雲を歪める多くの分子雲が存在するだけではなく、寿命が比較的短く強烈な超新星爆発を起こす青色巨星の密度も高い。

### 銀河の衝突と惑星系の擾乱
宇宙に存在する大多数の銀河は銀河系から遠く離れた場所に存在するが、局所銀河群で最大であるアンドロメダ銀河は、秒速120㎞の速さで銀河系に近付いている。20億年後には両銀河が衝突し、潮汐力で腕が歪むと考えられる。この衝突が起こると、太陽系は12%の確率で銀河系から投げ出され、3%の確率でアンドロメダ銀河の重力に引っ張られると見積もられている。30%の確率で超大質量ブラックホールが生成し、約70億年かけて銀河系とアンドロメダ銀河は楕円銀河として融合する。融合の過程で十分なガスがあれば、増大する重力によって楕円銀河の中心が形成され、スターバースト銀河と呼ばれる、常よりも激しい勢いで星形成が行われる銀河になる。さらに新しくできるブラックホールにガスが流れこみ、活動銀河が形成される。これらの相互作用によって、太陽系は新しい銀河の銀河ハローに押し出され、衝突による放射からは比較的逃れられると考えられる。
この衝突によって太陽系の惑星の軌道が乱されるというのは、よくある誤解である。そばを通過する恒星の重力で惑星が影響を受けるのは事実であるが、恒星間の距離が遠いため、個々の恒星系への影響は無視できる程度である。太陽系全体は影響を受けるものの、太陽や個々の惑星が乱されることはないと考えられる。
しかし、長い目で見ると、恒星同士がぶつかる累積確率は増大し、惑星が破壊されるのは避けられない確率になる。ビッグクランチやビッグリップが最後に起こらないと仮定すると、近傍を通過する恒星の重力によって、1000兆年以内に既に死んだ太陽の惑星が剥ぎ取られると計算される。これが太陽系の死である。

## 太陽系の進化の時系列
太陽系の形成に関する時期は、放射年代測定によって決定される。太陽系自体は約46億年前にできたと見積もられている。これまでに発見された地球上の最古の鉱物は約44億年前にできたと考えられるが、浸食、火山、プレートテクトニクス等により地球の表面は常に更新されているため、このような古い鉱物が見られるのは稀である。太陽系の年齢を推定するためには、太陽系の形成初期に生成した隕石が用いられる。キャニオン・ディアブロ隕石等、ほとんどの隕石は46億年以内に形成されており、太陽系は少なくともこの年より古いことが示唆される。
他の恒星のディスクの研究も太陽系の形成年代の測定に生かされる。100万歳から300万歳程度の恒星はガスに富んだディスクを持っているが、1000万歳以上の恒星のディスクにはガスはほとんどなく、木星型惑星はその頃までに完成したと考えられる。